# Distrikte in Brunei

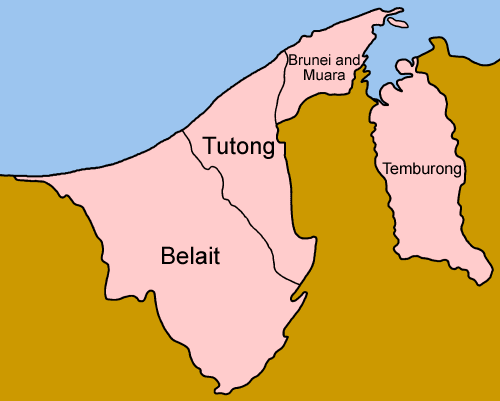
Distrikte Bruneis

Brunei gliedert sich in vier Distrikte (malaiisch daerah) die wiederum in Bezirke (malaiisch mukim) unterteilt sind. Mit Stand März 2019 hat Brunei vier Distrikte und 39 Bezirke.

## Distrikte
| Region       | ISO 3166-2 | Fläche (in km²) | Einwohner (Distrikt) | Hauptstadt          | Einwohner (Stadt) | Karte         |
| ------------ | ---------- | --------------- | -------------------- | ------------------- | ----------------- | ------------- |
| Belait       | BN-BE      | 2724            | 69.992               | Kuala Belait        | 28.000            | Brunei-Belait |
| Brunei-Muara | BN-BM      | 571             | 292.705              | Bandar Seri Begawan | 100.700           | Brunei-Muara  |
| Temburong    | BN-TE      | 1304            | 10.543               | Bangar              | <2700             | Temburong     |
| Tutong       | BN-TU      | 1166            | 49.438               | Tutong              |                   | Brunei-Belait |